# Magnehult
Magnehult är ett naturreservat i Finspångs kommun i Östergötlands län.
Området är naturskyddat sedan 1998 och är 7 hektar stort. Reservatet omfattar en sträcka av Magnehultsån och mark främst väster därom. Reservatet består av lövskog med inslag av gran.